# Domingo de Berdala
Domingo de Berdala, (ante 1688 – post 1696), mercader de libros e impresor. Su boda con Catalina Micón le situó al frente del taller de imprenta que ella había heredado de su padre, Juan Micón. Estuvo activo entre 1688 y 1698. En este año el negocio, en deterioro progresivo, fue vendido por los hijos y herederos de Micón, Catalina y Juan, a Francisco Antonio de Neira, y ya no se vuelve a tener noticias de Berdala.

## Impresor  consorte
Contrajo matrimonio con Catalina, primogénita de Juan Micón, el 18 de julio de 1688 en la parroquia de san Nicolás de Pamplona. Al año siguiente tuvo un hijo, llamado Miguel Simón.
La celebración de la boda a los pocos meses del fallecimiento de Juan Micón induce a pensar que, una vez más, estaba motivada por la necesidad de la heredera —en este caso Catalina Micón juntamente con su hermano Juan— de trasladar la gestión del negocio a un profesional de confianza, aspecto que se resolvía con el matrimonio con un “maestro impresor y librero” como él mismo se califica.
De esta manera, desde 1688 Domingo Berdala suscribe las impresiones del taller de su esposa y cuñado, que continuaba en el local de la calle Zapatería, y deja de hacerlo en 1696, cuando el negocio está a punto de ser vendido a Francisco Antonio de Neira. En este tiempo, ven la luz siete títulos con su nombre, mientras que su cuñado, Juan Micón, no firma impresión alguna. La trayectoria plagada de incidentes de este lo apartó, sin duda, de la gestión del negocio familiar.

## Taller  ambulante

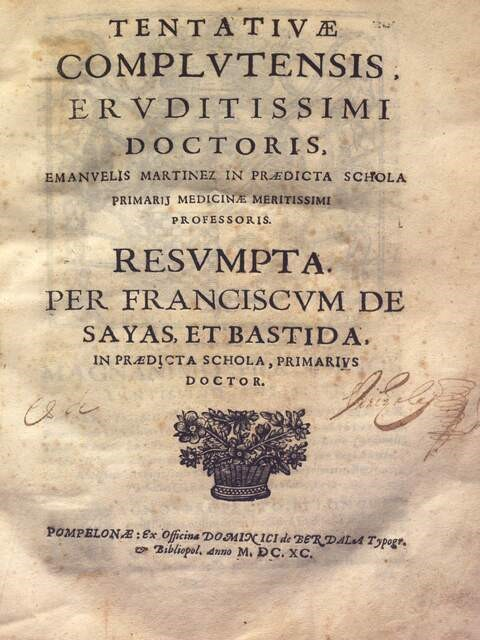
Libro del médico Francisco de Sayas y Bastida, natural de Tudela, formado en la Universidad de Alcalá de Henares y médico en Toledo

Es posible que la posición dominante que en la capital navarra tenía Martín Gregorio de Zabala le impulsara a buscar nuevos mercados y, para ello, trasladó su imprenta a donde los autores-editores le reclamaban.
De esta manera, en 1692 se desplaza a Adiós para imprimir Tesoro evangélico para los curas de almas, dos tomos en folio, que suman 1500 páginas, que ha escrito el bachiller Juan de Lezáun, natural y abad de esa localidad. En el pie de imprenta precisa: “Impreso en el lugar de Adiós por Domingo de Berdala, impresor y mercader de libros en Pamplona”.
Al año siguiente instala su taller en Puente la Reina, donde imprime un tomo con las biografías de san Saturnino y san Fermín que le ha encomendado su autor, Juan Joaquín de Berdún, capellán de las agustinas comendadoras de esa localidad. Se trata de un volumen en cuarto, con 600 páginas deficientemente impresas. 
Por esas mismas fechas trabaja en la impresión del segundo tomo de El predicador menor capuchino, del capuchino Félix Bretos de Pamplona. Se trata de un volumen en folio de 768 páginas que se ha comprometido entregar para julio de 1694 pero que, por encontrarse en Puente la Reina y tener a los “oficiales” enfermos, no puede acabar en el plazo acordado.
El negocio de imprenta de Berdala se completaba con el de “mercader de libros” y de editor. En este sentido se tiene noticia de un pleito con sus colegas de la capital navarra a los que acusaba de vender una obra sobre la que él tenía el privilegio exclusivo de venta.Itúrbide (2015), pp. 130-131.